# 近鉄リテールホールディングス
近鉄リテールホールディングス株式会社（きんてつリテールホールディングス、英: KINTETSU RETAIL HOLDINGS CO., LTD.）は、近鉄グループホールディングスの連結子会社で、近鉄グループの流通事業を統括する持株会社（中間持株会社）である。

## 概要
近鉄グループの流通事業において、人件費の増加や少子高齢化の進展による人口減少などで経営環境が厳しくなりつつあったため、流通事業会社を傘下に集約し、事業の統括、新規事業および海外事業の立案・展開を担う会社として設立された。

## 沿革
- 2018年（平成30年）
  - 5月1日 - 設立。
  - 7月1日 - 近鉄リテーリングおよび近商ストアを簡易吸収分割により子会社化。
- 2019年（令和元年）
  - 2月 - 台湾の元屋國際有限公司との合弁で、近鐵餐飲國際股份有限公司を設立。
  - 10月1日 - ホームページを開設。

## 連結子会社

### 国内
- 株式会社近鉄リテーリング
- 株式会社近商ストア

### 海外
- 近鐵餐飲國際股份有限公司